# Базюс
Базю́с (фр. Bazus, окс. Basús) — коммуна во Франции, находится в регионе Юг — Пиренеи. Департамент — Верхняя Гаронна. Входит в состав кантона Монтастрюк-ла-Консейер. Округ коммуны — Тулуза.
Код INSEE коммуны — 31049.

## География
Коммуна расположена приблизительно в 580 км к югу от Парижа, в 16 км к северу от Тулузы.
На юго-западе коммуны протекает река Жиру.

## Климат
Климат умеренно-океанический. Зима мягкая и снежная, весна характеризуется сильными дождями и грозами, лето сухое и жаркое, осень солнечная. Преобладают сильные юго-восточные и северо-западные ветры.

## Население
Население коммуны на 2010 год составляло 577 человек.
| 1962 | 1968 | 1975 | 1982 | 1990 | 1999 | 2010 |
| ---- | ---- | ---- | ---- | ---- | ---- | ---- |
| 262  | 252  | 289  | 372  | 437  | 534  | 577  |

## Администрация
| Период | Период | Фамилия            | Партия | Примечания |
| ------ | ------ | ------------------ | ------ | ---------- |
| 1953   | 1971   | Бартелеми Фрессине |        |            |
| 1971   | 1989   | Норбер Фрессине    |        |            |
| 1989   | 2014   | Ги Сюдр            |        |            |
| 2014   | 2020   | Брижит Гали        |        |            |

## Экономика
В 2010 году среди 385 человек трудоспособного возраста (15—64 лет) 292 были экономически активными, 93 — неактивными (показатель активности — 75,8 %, в 1999 году было 77,7 %). Из 292 активных жителей работали 275 человек (150 мужчин и 125 женщин), безработных было 17 (4 мужчины и 13 женщин). Среди 93 неактивных 41 человек были учениками или студентами, 33 — пенсионерами, 19 были неактивными по другим причинам.

## Достопримечательности
- Церковь Св. Петра (XV век). Исторический памятник с 1978 года[4]

## Фотогалерея

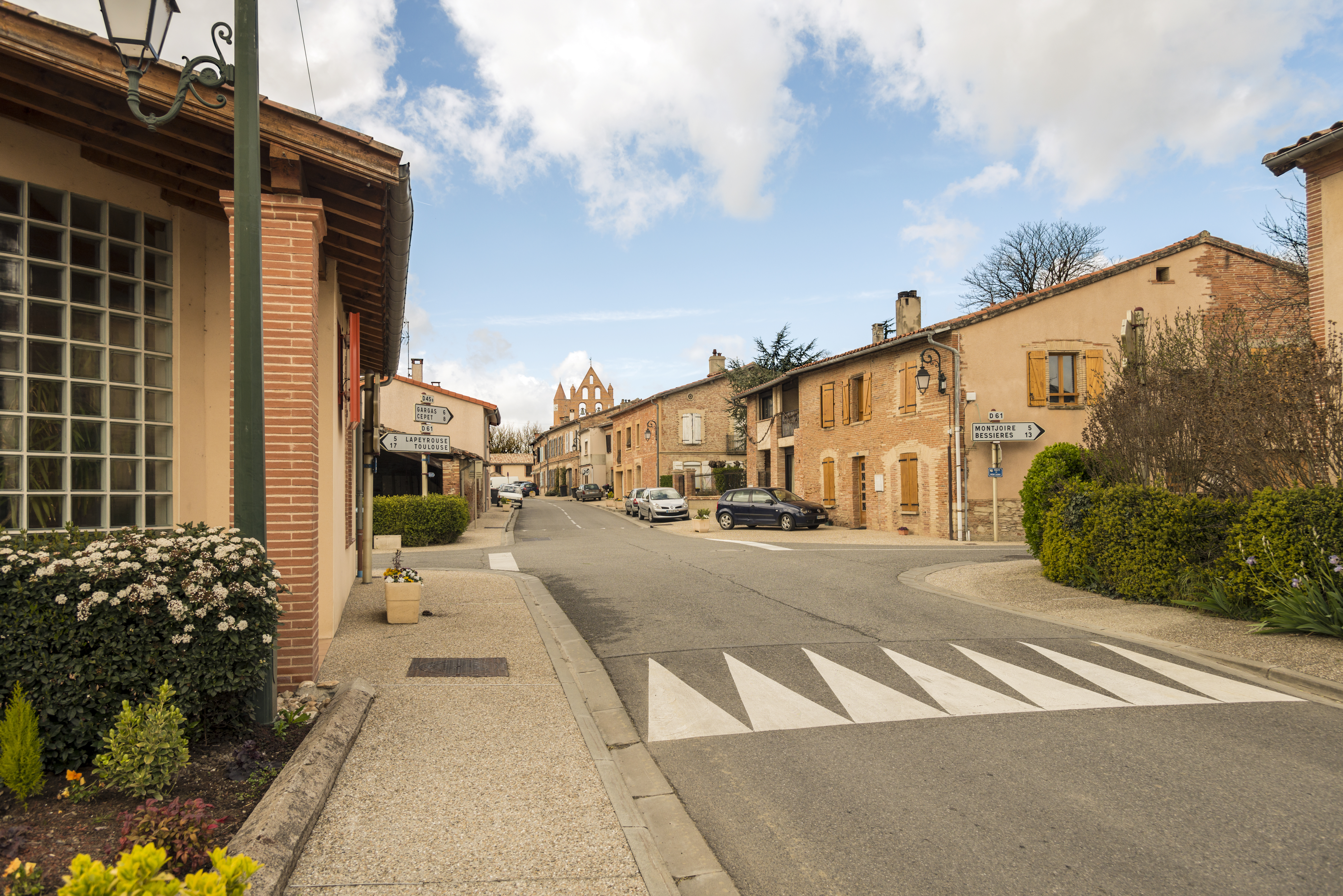
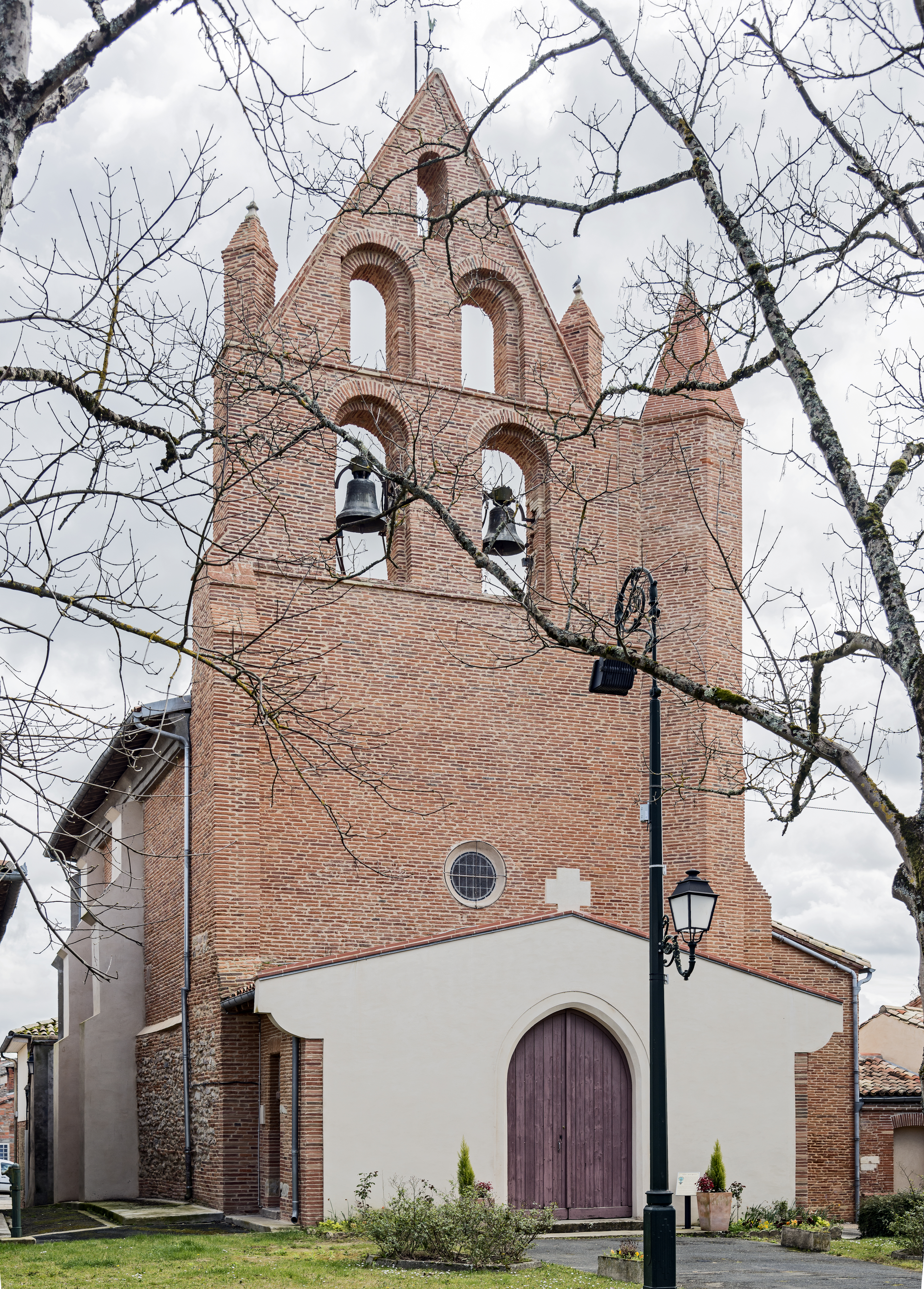
Церковь Св. Петра
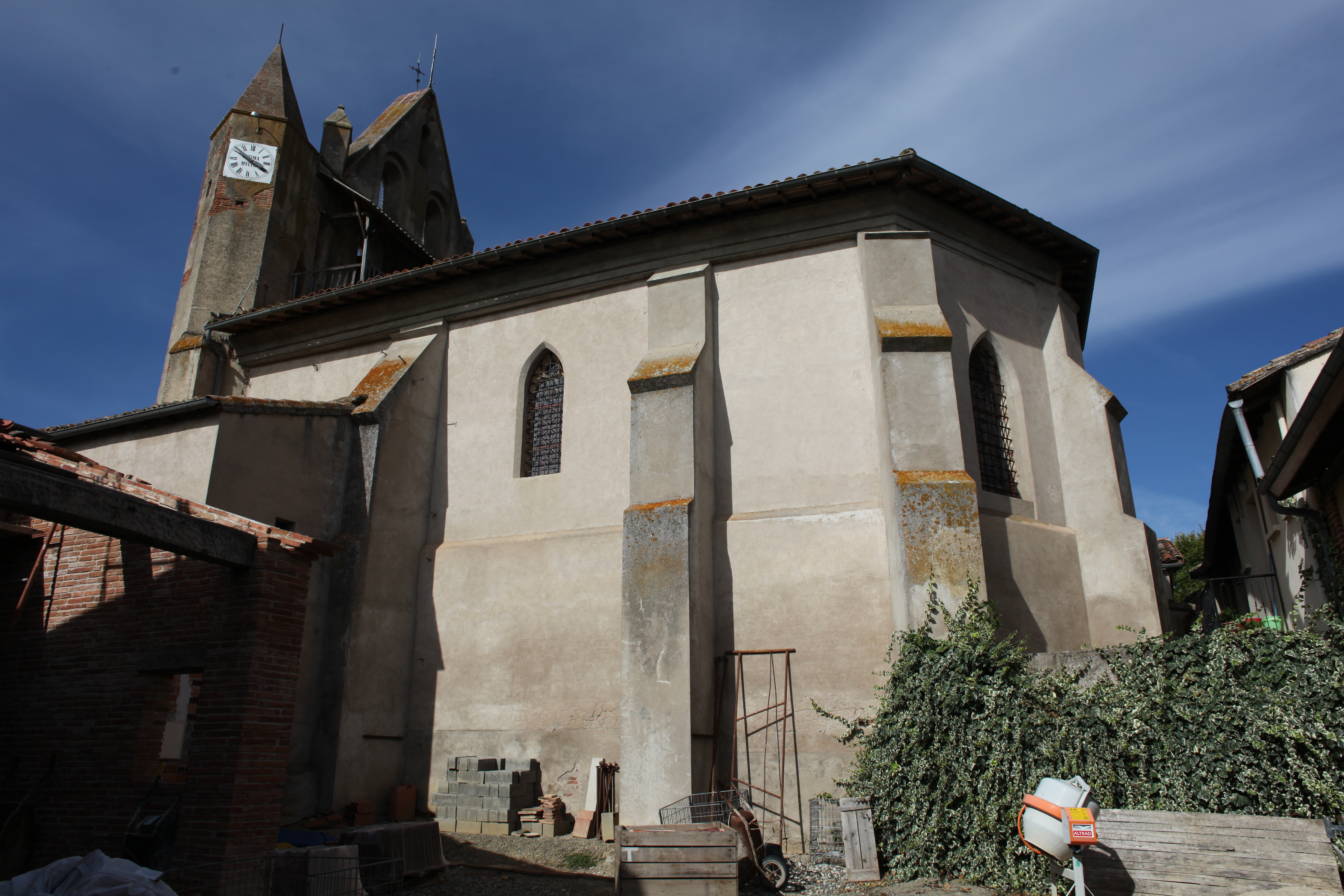
Церковь Св. Петра
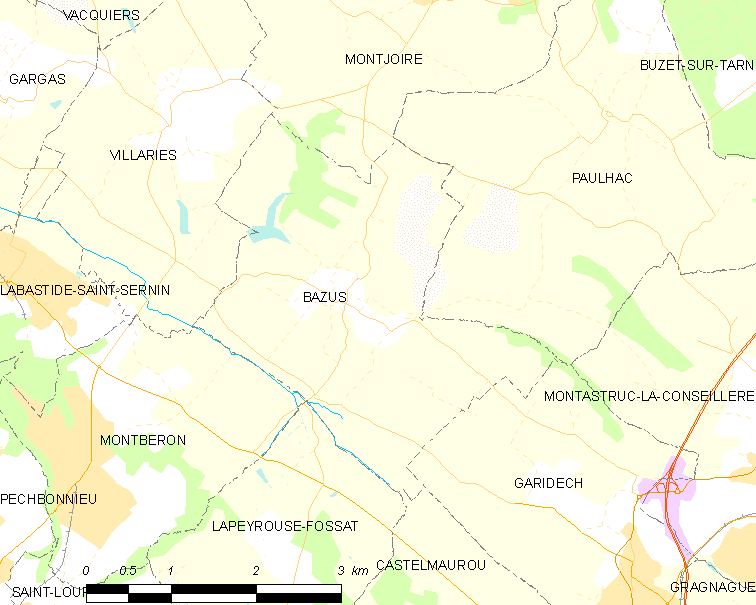
Карта коммуны